# Ellinikó (métro d'Athènes)
Ellinikó (grec moderne : Ελληνικό), est une station de métro grecque de la ligne 2 (ligne rouge) du métro d'Athènes, située à Ellinikó sur le dème d'Ellinikó-Argyroúpoli dans le district régional d'Athènes-Sud.
Elle est mise en service en 2013, lors de l'ouverture du tronçon venant d'Ágios Dimítrios - Aléxandros Panagoúlis.

## Situation ferroviaire
Établie en souterrain, la station terminus d'Ellinikó est située sur la ligne 2 du métro d'Athènes, après la station d'Argyroúpoli.

## Histoire
La station terminus d'Ellinikó est mise en service le 26 juillet 2013 lors de l'ouverture à l'exploitation des 5,5 kilomètres du nouveau prolongement de la ligne 2 d'Ágios Dimítrios - Aléxandros Panagoúlis à Ellinikó. Prévue à l'origine au niveau du sol, la station comme la ligne sont finalement souterraines. La station est construite avec le procédé de la tranchée à ciel ouvert, comme les autres stations de ce prolongement elle a des entrées/sorties de chaque côté de l'avenue Vouliagmeni, dispose de trois niveaux et le plus profond comprend deux quais latéraux d'une longueur de 110 mètres.

## Service des voyageurs

### Accueil
La station dispose de deux accès sur l'avenue Vouliagmeni, l'un au croisement avec l'avenue Iasonidou et l'autre avec la rue El. Venizelou. Ils permettent d'accéder au niveau où se situe la billetterie, le service clients et les accès aux quais latéraux situés au niveau le plus bas.

### Desserte
Ellinikó est desservie par toutes les circulations de la ligne. Quotidiennement, le premier départ est à 5 h 53, en direction d'Ellinikó, et à 5 h 30, en direction Anthoúpoli, le dernier départ est à 0 h 36, en direction d'Ellinikó et à 0 h 1 en direction d'Anthoúpoli (les samedis et dimanches le dernier départ est à 2 h 36 pour Ellinikó et à 2 h 1 pour Anthoúpoli).

### Intermodalité
Des arrêts de bus sont situés à proximité de chaque côté de l'avenue (lignes : 122, 171, 790, Α3, Χ97 et 205, 790, Α3).

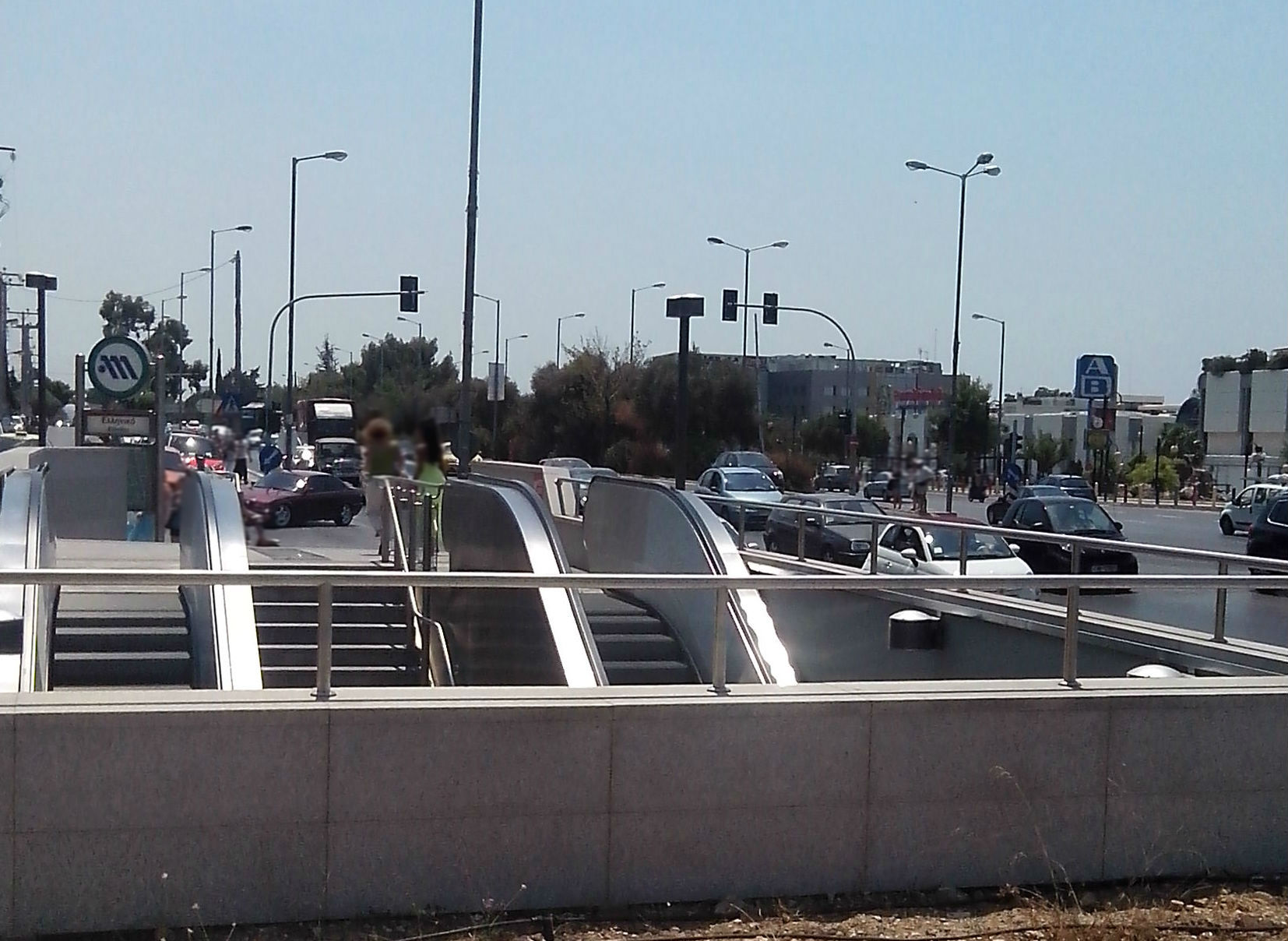
L'un des deux accès.
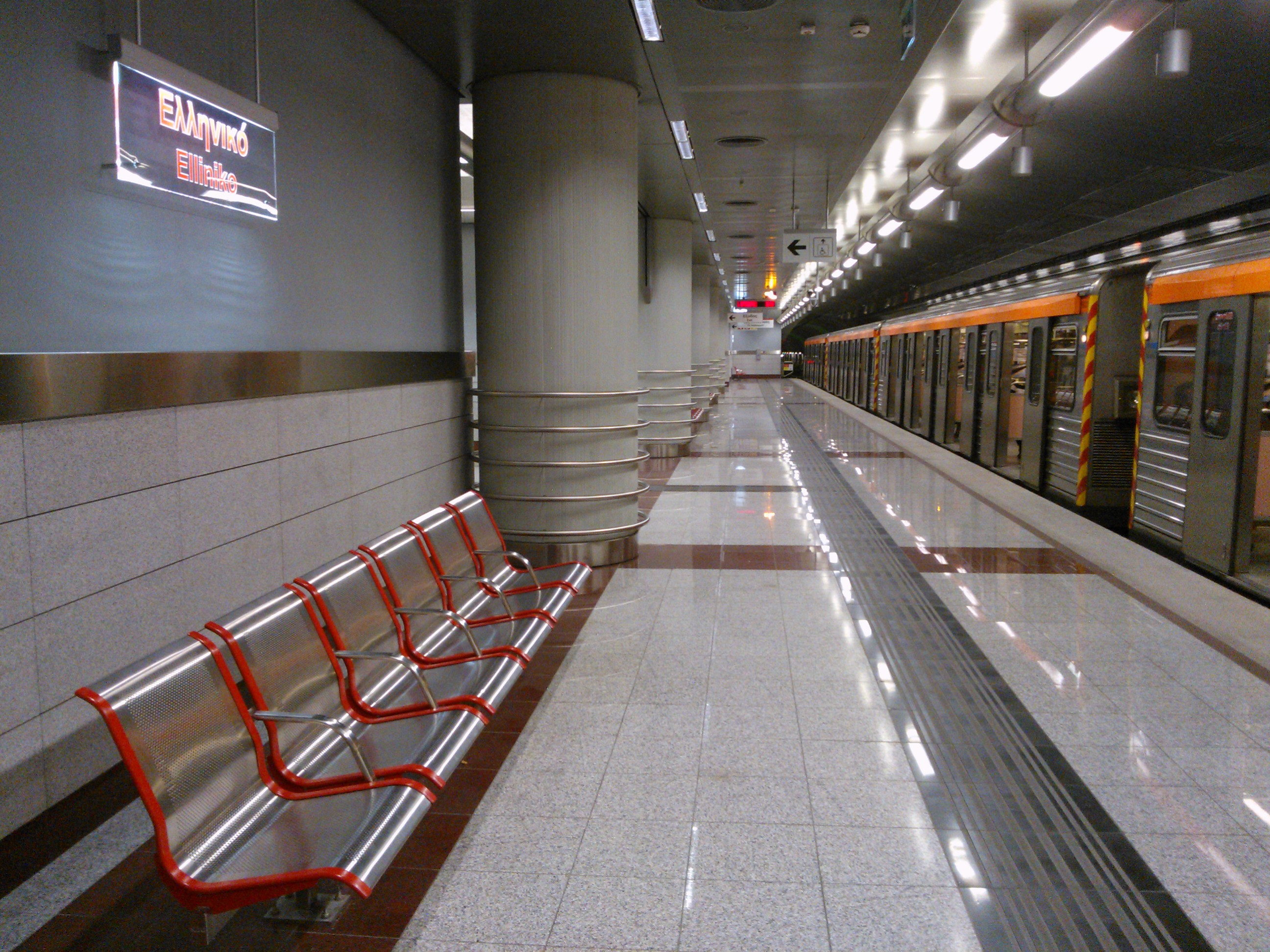
Quai et rame en 2013.